# Baby Ford
Baby Ford, vlastním jménem Peter Ford, je britský hudební producent věnující se elektronické hudbě. Inspiroval se chicagskými diskžokeji Marshallem Jeffersonem, Larrym Heardem a dalšími. Je označován za jednoho ze zakladatelů acidhouseové scény ve Spojeném království. Rovněž vystupoval pod pseudonymy Cassino Classix, El Mal, Solcyc a Simprini Risin'. Vystupoval například jako předskokan skupiny Depeche Mode.